# Лёгкая атлетика на летней Спартакиаде народов СССР 1971
Соревнования по лёгкой атлетике на V летней Спартакиаде народов СССР проходили с 16 по 19 июля 1971 года в Москве на Центральном стадионе имени В. И. Ленина. Состязания одновременно имели статус 43-го чемпионата СССР по лёгкой атлетике. На протяжении четырёх дней были разыграны 40 комплектов медалей.
Во всех пяти Спартакиадах участвовали четыре легкоатлета:
- Игорь Тер-Ованесян (прыжок в длину, эстафеты, спринт)
- Владимир Ляхов (метание диска)
- Ламара Тугуши (метание диска)
- Антонина Иванова (толкание ядра)

Игорь Тер-Ованесян стал обладателем уникального достижения: он выиграл прыжок в длину на четвёртой подряд Спартакиаде. С учётом двух побед в эстафете (1959, 1963) всего на его счету стало шесть золотых медалей этих всесоюзных соревнований. В прыжке в длину с 1957 года Тер-Ованесян выиграл 12 титулов чемпиона страны из 15 возможных. Он повторил рекорд Николая Озолина (прыжок с шестом) по количеству побед на национальном первенстве в одной дисциплине. В будущем улучшить их достижение не удалось никому, а повторить смог только метатель копья Янис Лусис в 1976 году.
Спринтер Валерий Борзов выиграл свои первые три золотые медали на Спартакиадах. В беге на 200 метров ему удалось установить новый рекорд Европы — 20,2 (ручной хронометраж). Предыдущее достижение было на 0,1 секунду медленнее. Другие победы Борзов одержал на дистанции 100 метров и в эстафете 4×100 метров в составе сборной Украины.
Аналогичного успеха среди женщин добилась москвичка Надежда Бесфамильная, выигравшая три золотые медали в спринтерском беге (100, 200 метров и эстафета).
Рашид Шарафетдинов выиграл две стайерские дистанции, 5000 и 10 000 метров. На более короткой он показал одинаковое время с Владимиром Афониным, опередив того на считанные мгновения. Оба спортсмена стали новыми рекордсменами СССР с результатом 13.33,6.
Девятую победу на чемпионатах Советского Союза за последние 10 лет одержал Янис Лусис в метании копья. Четвёртый год подряд лучшими в стране в своих видах стали Вячеслав Скоморохов (400 метров с барьерами) и Виктор Санеев (тройной прыжок). Метатель диска Владимир Ляхов выиграл чемпионат СССР в третий раз подряд.
Лучший результат в истории национального первенства показал 21-летний Рустам Ахметов в прыжке в высоту — 2,23 м. Бегун на 800 метров Евгений Аржанов стал первым, кто пробежал два круга по стадиону на чемпионате страны быстрее 1 минуты 46 секунд — за 1.45,8, всего на 0,3 секунды хуже собственного рекорда Союза.
Соревнования чемпионата СССР по кроссу прошли 4 апреля в Ессентуках (не входили в программу V летней Спартакиады народов СССР).

## Командное первенство
Итоговую победу в командном первенстве одержала сборная Украины, впервые в истории.
| Место | Команда             |
| ----- | ------------------- |
| 1     | Украинская ССР      |
| 2     | РСФСР               |
| 3     | Москва              |
| 4     | Ленинград           |
| 5     | Белорусская ССР     |
| 6     | Латвийская ССР      |
| 7     | Казахская ССР       |
| 8     | Литовская ССР       |
| 9     | Грузинская ССР      |
| 10    | Эстонская ССР       |
| 11    | Азербайджанская ССР |
| 12    | Киргизская ССР      |
| 13    | Армянская ССР       |
| 14    | Узбекская ССР       |
| 15    | Молдавская ССР      |
| 16    | Таджикская ССР      |
| 17    | Туркменская ССР     |

## Призёры

### Мужчины
| Дисциплина             | Золото                                                                               | Золото           | Серебро                                                                                     | Серебро           | Бронза                                                                                       | Бронза            |
| ---------------------- | ------------------------------------------------------------------------------------ | ---------------- | ------------------------------------------------------------------------------------------- | ----------------- | -------------------------------------------------------------------------------------------- | ----------------- |
| 100 м                  | Валерий Борзов Украинская ССР Киев                                                   | 10,1             | Александр Корнелюк Азербайджанская ССР Баку                                                 | 10,2              | Александр Жидких Белорусская ССР Минск                                                       | 10,3              |
| 200 м                  | Валерий Борзов Украинская ССР Киев                                                   | 20,2             | Александр Жидких Белорусская ССР Минск                                                      | 20,6              | Алексей Чебыкин Москва                                                                       | 21,0              |
| 200 м                  | Валерий Борзов Украинская ССР Киев                                                   | 20,2             | Александр Жидких Белорусская ССР Минск                                                      | 20,6              | Александр Лебедев Москва                                                                     | 21,0              |
| 400 м                  | Александр Братчиков Москва                                                           | 46,1             | Евгений Борисенко РСФСР Горький                                                             | 46,5              | Семён Кочер РСФСР Орджоникидзе                                                               | 46,6              |
| 800 м                  | Евгений Аржанов Украинская ССР Киев                                                  | 1.45,8           | Иван Иванов РСФСР Оренбург                                                                  | 1.46,1            | Евгений Волков Украинская ССР Киев                                                           | 1.47,1            |
| 1500 м                 | Михаил Желобовский Белорусская ССР Минск                                             | 3.40,6           | Владимир Пантелей Украинская ССР Харьков                                                    | 3.40,6            | Виктор Семяшкин Ленинград                                                                    | 3.40,8            |
| 5000 м                 | Рашид Шарафетдинов Ленинград                                                         | 13.33,6          | Владимир Афонин Москва                                                                      | 13.33,6           | Юрис Грустыньш Латвийская ССР Рига                                                           | 13.34,2           |
| 10 000 м               | Рашид Шарафетдинов Ленинград                                                         | 28.39,4          | Пятрас Шимонелис Литовская ССР Каунас                                                       | 28.41,8           | Павел Андреев Украинская ССР Львов                                                           | 28.42,4           |
| Марафон                | Юрий Великородных РСФСР Пермь                                                        | 2:19.10,6        | Анатолий Анисимов РСФСР Тула                                                                | 2:19.19,2         | Анатолий Баранов Литовская ССР Вильнюс                                                       | 2:19.26,8         |
| 3000 м с препятствиями | Павел Сысоев РСФСР Тольятти                                                          | 8.30,6           | Ромуальдас Битте Литовская ССР Вильнюс                                                      | 8.31,2            | Владимир Дудин Белорусская ССР Минск                                                         | 8.31,4            |
| 110 м с барьерами      | Анатолий Мошиашвили Грузинская ССР Тбилиси                                           | 13,9             | Виктор Балихин Белорусская ССР Брест                                                        | 14,0              | Геннадий Лисин Азербайджанская ССР Баку                                                      | 14,0              |
| 200 м с барьерами      | Калью Юркатамм Эстонская ССР Тарту                                                   | 23,1             | Виктор Мясников Белорусская ССР Минск                                                       | 23,3              | Валерий Федоренко Украинская ССР Львов                                                       | 23,4              |
| 400 м с барьерами      | Вячеслав Скоморохов Украинская ССР Ворошиловград                                     | 49,8             | Евгений Гавриленко Белорусская ССР Гомель                                                   | 50,2              | Дмитрий Стукалов Ленинград                                                                   | 50,4              |
| Прыжок в высоту        | Рустам Ахметов Украинская ССР Бердичев                                               | 2,23 м           | Кестутис Шапка Литовская ССР Вильнюс                                                        | 2,17 м            | Лев Тивиков Латвийская ССР Рига                                                              | 2,14 м            |
| Прыжок с шестом        | Евгений Тананика Украинская ССР Харьков                                              | 5,10 м           | Геннадий Близнецов Украинская ССР Харьков                                                   | 5,10 м            | Николай Кейдан РСФСР Ростов-на-Дону                                                          | 5,00 м            |
| Прыжок в длину         | Игорь Тер-Ованесян Москва                                                            | 7,88 м           | Леонид Барковский Украинская ССР Киев                                                       | 7,81 м            | Валерий Подлужный Украинская ССР Донецк                                                      | 7,77 м            |
| Тройной прыжок         | Виктор Санеев Грузинская ССР Сухуми                                                  | 17,16 м          | Геннадий Бессонов РСФСР Московская область                                                  | 16,47 м           | Николай Дудкин Москва                                                                        | 16,27 м           |
| Толкание ядра          | Валерий Войкин Ленинград                                                             | 19,69 м          | Римантас Плунге Литовская ССР Каунас                                                        | 19,54 м           | Эдуард Гущин РСФСР Московская область                                                        | 19,14 м           |
| Метание диска          | Владимир Ляхов РСФСР Московская область                                              | 62,14 м          | Виктор Пензиков РСФСР Ставрополь                                                            | 57,98 м           | Энн Эриксон Эстонская ССР Таллин                                                             | 57,34 м           |
| Метание молота         | Ромуальд Клим Белорусская ССР Минск                                                  | 70,84 м          | Иосиф Гамский Украинская ССР Львов                                                          | 70,04 м           | Василий Хмелевский РСФСР Ставрополь                                                          | 69,54 м           |
| Метание копья          | Янис Лусис Латвийская ССР Рига                                                       | 87,60 м          | Николай Гребнев Белорусская ССР Витебск                                                     | 81,14 м           | Александр Макаров РСФСР Московская область                                                   | 79,16 м           |
| Десятиборье*           | Леонид Литвиненко Украинская ССР Киев                                                | 7861 очко (7700) | Янис Ланка Латвийская ССР Рига                                                              | 7826 очков (7698) | Александр Блиняев Белорусская ССР Минск                                                      | 7775 очков (7625) |
| Ходьба на 20 км        | Николай Смага Украинская ССР Киев                                                    | 1:28.29,8        | Евгений Ивченко Белорусская ССР Гродно                                                      | 1:28.33,0         | Борис Яковлев Украинская ССР Киев                                                            | 1:29.03,8         |
| Ходьба на 50 км        | Вениамин Солдатенко Казахская ССР Алма-Ата                                           | 4:04.27,2        | Отто Барч Киргизская ССР Фрунзе                                                             | 4:05.07,0         | Игорь Делла-Росса Грузинская ССР Тбилиси                                                     | 4:05.12,6         |
| Эстафета 4×100 м       | Украинская ССР · Фёдор Панкратов · Николай Кужукин · Виктор Зорькин · Валерий Борзов | 39,2             | Белорусская ССР · Валентин Маслаков · Александр Жидких · Владимир Ловецкий · Сергей Коровин | 39,4              | Москва Александр Лебедев Владислав Сапея Аскер Барчо Алексей Чебыкин                         | 40,0              |
| Эстафета 4×400 м       | РСФСР · Евгений Борисенко · Александр Кучерявый · Леонид Королёв · Семён Кочер       | 3.06,3           | Москва Валерий Юдин Анатолий Казаков Анатолий Гузенко Александр Братчиков                   | 3.07,5            | Белорусская ССР · Александр Конников · Валерий Почекуев · Пётр Синкевич · Евгений Гавриленко | 3.08,6            |

### Женщины
| Дисциплина        | Золото                                                                    | Золото            | Серебро                                                                           | Серебро           | Бронза                                                                                 | Бронза            |
| ----------------- | ------------------------------------------------------------------------- | ----------------- | --------------------------------------------------------------------------------- | ----------------- | -------------------------------------------------------------------------------------- | ----------------- |
| 100 м             | Надежда Бесфамильная Москва                                               | 11,5              | Галина Митрохина Москва                                                           | 11,6              | Раиса Никанорова РСФСР Череповец                                                       | 11,6              |
| 200 м             | Надежда Бесфамильная Москва                                               | 23,2              | Раиса Никанорова РСФСР Череповец                                                  | 23,7              | Наталья Чистякова Москва                                                               | 23,7              |
| 400 м             | Наталья Чистякова Москва                                                  | 53,9              | Юлия Александрова Казахская ССР Алма-Ата                                          | 54,2              | Людмила Аксёнова Украинская ССР Харьков                                                | 54,4              |
| 800 м             | Раиса Руус Эстонская ССР Таллин                                           | 2.08,0            | Тамара Казачкова РСФСР Магнитогорск                                               | 2.08,5            | Тамара Пангелова Украинская ССР Киев                                                   | 2.08,9            |
| 1500 м            | Тамара Пангелова Украинская ССР Киев                                      | 4.13,7            | Людмила Брагина РСФСР Краснодар                                                   | 4.14,7            | Айя Вейса Латвийская ССР Рига                                                          | 4.14,8            |
| 100 м с барьерами | Любовь Кононова Казахская ССР Алма-Ата                                    | 13,6              | Татьяна Кондрашёва Ленинград                                                      | 13,7              | Наталья Лебедева Москва                                                                | 13,8              |
| 200 м с барьерами | Любовь Кононова Казахская ССР Алма-Ата                                    | 26,7              | Роза Бабич Узбекская ССР Ташкент                                                  | 26,9              | Тамара Стратиус Украинская ССР Харьков                                                 | 27,0              |
| Прыжок в высоту   | Вера Гаврилова Ленинград                                                  | 1,80 м            | Антонина Лазарева РСФСР Московская область                                        | 1,80 м            | Валентина Авилова Украинская ССР Одесса                                                | 1,80 м            |
| Прыжок в длину    | Татьяна Коцарь Украинская ССР Донецк                                      | 6,32 м            | Любовь Ильина РСФСР Ростов-на-Дону                                                | 6,24 м            | Хелена Ринга Латвийская ССР Рига                                                       | 6,22 м            |
| Толкание ядра     | Антонина Иванова Москва                                                   | 19,39 м           | Галина Некрасова Москва                                                           | 18,49 м           | Фаина Мельник Армянская ССР Ереван                                                     | 17,73 м           |
| Метание диска     | Тамара Данилова Ленинград                                                 | 60,80 м           | Фаина Мельник Армянская ССР Ереван                                                | 60,72 м           | Людмила Муравьёва Москва                                                               | 59,42 м           |
| Метание копья     | Нина Маракина Ленинград                                                   | 55,34 м           | Эльвира Озолина Латвийская ССР Рига                                               | 55,28 м           | Мара Саулите Латвийская ССР Рига                                                       | 52,92 м           |
| Пятиборье*        | Валентина Тихомирова РСФСР Орёл                                           | 5120 очков (4461) | Надежда Ткаченко Украинская ССР Макеевка                                          | 4930 очков (4258) | Вера Ткаченко Казахская ССР Караганда                                                  | 4778 очков (4056) |
| Эстафета 4×100 м  | Москва Людмила Жаркова Галина Бухарина Надежда Юдина Надежда Бесфамильная | 44,7              | Ленинград Наталья Лопатина Татьяна Полубоярова Марина Сидорова Татьяна Кондрашёва | 45,3              | РСФСР · Елена Балашова · Галина Дятчина · Татьяна Завалихина · Людмила Михайлова       | 45,8              |
| Эстафета 4×400 м  | Москва Наталья Чистякова Ольга Клейн Любовь Завьялова Надежда Колесникова | 3.36,1            | РСФСР · Татьяна Ельянова · Любовь Жмакина · Таисия Ковалевская · Раиса Никанорова | 3.39,4            | Украинская ССР · Людмила Аксёнова · Наталья Супицкая · Нина Зюськова · Ольга Вахрушева | 3.40,6            |

* Для определения победителя в соревнованиях многоборцев использовалась старая система начисления очков. Пересчёт с использованием современных таблиц перевода результатов в баллы приведён в скобках.

## Чемпионат СССР по кроссу
Чемпионат СССР по кроссу 1971 года состоялся 4 апреля в Ессентуках, РСФСР.

### Мужчины
| Дисциплина  | Золото                                | Золото  | Серебро                           | Серебро | Бронза                                    | Бронза  |
| ----------- | ------------------------------------- | ------- | --------------------------------- | ------- | ----------------------------------------- | ------- |
| Кросс 8 км  | Олег Райко Вооружённые Силы Ленинград | 23.32,4 | Юрий Алексашин Буревестник Москва | 23.32,8 | Александр Морозов Труд Московская область | 23.33,2 |
| Кросс 12 км | Рашид Шарафетдинов Динамо Ленинград   | 35.03,8 | Николай Свиридов Спартак Воронеж  | 35.08,0 | Пятрас Шимонелис Нямунас Каунас           | 35.13,2 |

### Женщины
| Дисциплина | Золото                                 | Золото | Серебро                                | Серебро | Бронза                                     | Бронза |
| ---------- | -------------------------------------- | ------ | -------------------------------------- | ------- | ------------------------------------------ | ------ |
| Кросс 2 км | Людмила Брагина Динамо Краснодар       | 6.17,4 | Тамара Пангелова Вооружённые Силы Киев | 6.18,2  | Любовь Демченко Вооружённые Силы Алма-Ата  | 6.20,6 |
| Кросс 3 км | Насыма Гиматова Буревестник Свердловск | 9.52,2 | Галина Кузьмина Труд Свердловск        | 9.53,8  | Ирма Таборская Вооружённые Силы Свердловск | 9.55,4 |